# Leah Lewis
Leah Marie Liang Lewis (Shanghai, 9 dicembre 1996) è un'attrice statunitense.

## Biografia
Lewis è stata adottata da un orfanotrofio a Shanghai, in Cina, quando aveva otto mesi ed è cresciuta a Windermere, in Florida. Ha scoperto la sua passione per le arti dello spettacolo alla Crenshaw School di Orlando e ha continuato la sua formazione in varie scuole della Florida. A 17 anni è tornata a Orlando per completare gli studi superiori alla Olympia High School.

## Filmografia

### Cinema
- Nanking, regia di Bill Guttentag e Dan Sturman (2007)
- Fred 3: Camp Fred, regia di Jonathan Judge – Film TV (2012)
- Madison High, regia di Paul Hoen – Film TV (2012)
- Playing Dead, regia di Rachel Lee Goldenberg – Film TV (2018)
- L'altra metà (The Half of It), regia di Alice Wu (2020)
- How to Deter a Robber, regia di Maria Bissell (2020)
- Elemental, regia di Peter Sohn (2023)[6][7]

### Televisione
- La complicata vita di Christine (The New Adventures of Old Christine) – serie TV, episodio 2x01 (2006)
- Paloozaville – serie TV, episodio 1x01 (2006)
- Gamers Mania (Gamer's Guide to Pretty Much Everything) – serie TV, 2 episodi (2015-2016)
- Sing It! – serie TV, 6 episodi (2016)
- Best Friends Whenever – serie TV, episodio 2x04 (2016)
- Guidance – serie TV, 9 episodi (2016)
- My Dead Ex – serie TV, episodio 1x05 (2018)
- Light as a Feather – serie TV, episodio 1x09 (2018)
- The Good Doctor – serie TV, episodio 2x04 (2018)
- Streghe (Charmed) – serie TV, 3 episodi (2018)
- Station 19 – serie TV, 2 episodi (2018-2019)
- The Gifted – serie TV, episodio 2x12 (2019)
- Nancy Drew – serie TV, 62 episodi (2019-2023)
- Batwheels – serie TV, episodio 1x16 (2023)[8][9]
- Matlock - serie TV (2024)